# Steven Barnett
Steven Barnett (Sídney, Australia, 15 de junio de 1979) es un clavadista o saltador de trampolín  especializado en trampolín de 3 metros, donde consiguió ser campeón olímpico en 2004 en los saltos sincronizados.

## Carrera deportiva
En los Juegos Olímpicos de 2004 celebrados en Atenas (Grecia) ganó la medalla de  en los saltos sincronizados desde el trampolín de 3 metros, con una puntuación de 349 puntos, tras los griegos y alemanes, siendo su compañero de saltos Robert Newbery.